# Adam Darski
Adam Michał Darski, poznat i pod umjetničkim imenom Nergal (Gdynia, Poljska, 10. lipnja 1977.), poljski je glazbenik i gitarist. Najpoznatiji je kao pjevač i gitarist poljskog sastava ekstremnog metala Behemoth. Od 2016. je član i sastava Me and That Man.

## Životopis
Adam Darski rođen je 10. lipnja 1977. u Gdynji, Poljska. S 8 godina počeo je svirati gitaru. Preuzeo je umjetničko ime po jednom s Sumerskog Bogovi. Godine 1991. osnovao je sastav Behemoth gdje svira gitaru, pjeva i je glavni skladatelj i tekstopisac. U početku bio je poznatiji kao Holocausto.
U kraju 90-ih bio je gitarist i pjevač sastava Wolverine. Inspiriran Black Circle, osnovao je Temple of Infernal Fire koji promijenilo ime u Temple of Fullmoon. Darski napustio je grupe zbog politiki u grupi i konfliktom s Robom Darkenom iz skupine Graveland. 
Godine 2016. Darski s Johnom Porterom osnovao je glazbeni projekt Me and That Man koji svira country, blues i folk.

## Osobni život
Od 2009. do 2011. bio je u vezi s Dorotom Rabczewskom, poljskom pop pjevačicom profesionalno poznatom kao Doda.17. ožujka 2011. News.pl je izvijestio da je par raskinuo zaruke i raskinuo.
Godine 2012. Darski je zakonski promijenio svoje srednje ime u Nergal.
Od 2014. Nergal je suvlasnik triju brijačnica u Poljskoj — dvije u Varšavi i jedne u svom rodnom gradu Gdanjsku. 2015. godine otvorio je noćni klub u Sopotu pod nazivom Libation.

## Diskografija
Behemoth
- Endless Damnation (1992.)
- The Return of the Northern Moon (1993.)
- Thy Winter Kingdom (1993.)
- And the Forests Dream Eternally (1994.)
- ...from the Pagan Vastlands (1994.)
- Sventevith (Storming Near the Baltic) (1995.)
- Grom (1996.)
- Bewitching the Pomerania (1997.)
- Pandemonic Incantations (1998.)
- Satanica (1999.)
- Thelema.6 (2000.)
- Antichristian Phenomenon (2000.)
- Zos Kia Cultus (Here and Beyond) (2002.)
- Conjuration (2003.)
- Demigod (2004.)
- Slaves Shall Serve (2005.)
- Demonica (2006.)
- The Apostasy (2007.)
- At the Arena ov Aion – Live Apostasy (2008.)
- Ezkaton (2008.)
- Evangelion (2009.)
- Abyssus Abyssum Invocat (2011.)
- The Satanist (2014.)
- I Loved You at Your Darkest (2018.)
- Opvs Contra Natvram (2022.)

Me and That Man
- Songs of Love and Death (2017.)
- New Man, New Songs, Same Shit, Vol. 1 (2020.)